# Pioneer 0
La sonda Pioneer 0 (també coneguda com a Thor-Able) va ser dissenyada per orbitar la Lluna i equipava una càmera de TV i altres instruments científics. Va formar part del primer Any Geofísic Internacional. Va ser el primer intent de missió lunar nord-americana, i el primer objecte que va intentar una òrbita fora de la terrestre. El 17 d'agost de 1958 va resultar destruïda a conseqüència de l'explosió de la primera etapa del coet Thor que anava a posar-la en òrbita, 77 segons després del llançament, a 16 km d'altitud sobre l'Atlàntic. La fallada es creu que es va deure a una ruptura de la línia de proveïment d'oxigen o a una turbobomba defectuosa. Es van rebre senyals telemètrics erràtics des de la càrrega i les etapes posteriors durant 123 segons després de l'explosió, i aquestes parts van ser obligades a caure en l'oceà. El pla de la missió consistia en un viatge a la Lluna de 2,6 dies de durada. En passar aquest temps, un coet de propel·lent sòlid TX-8-6 situaria a la nau en una òrbita lunar de 29 000 km, on romandria dues setmanes.

## Disseny
La Pioneer 0 tenia una forma cilíndrica amb dos cons truncats en cada extrem del cilindre. Aquest cilindre tenia 74 cm de diàmetre i la distància des de la tapa d'un con fins a la tapa de l'un altre era de 76 cm. Al llarg de l'eix longitudinal del cilindre se situava un coet de propel·lent sòlid amb 11 kg de combustible, que formava el cos principal del vehicle. Vuit petits coets destinats a ajustos de velocitat se situaven en l'extrem del con superior. La carcassa estava construïda amb plàstic laminat i estava pintada a franges de color clar i fosc per regular la temperatura interior.
Els instruments científics tenien una massa d'11,3 kg, i eren:
- Una càmera de televisió en infrarojos per estudiar la superfície lunar,
- Un micròfon de diafragma per detectar possibles impactes de micrometeorits.
- Un magnetòmetre
- Termòmetres basats en resistències (termistors) per registrar les condicions a l'interior de la nau.

La sonda obtenia la seva energia elèctrica de piles de níquel-cadmi per al sistema de propulsió, piles d'òxid de plata per al sistema de televisió i piles de mercuri per als circuits restants. Els sistemes de transmissió operaven a 108,06 MHz a través d'una antena de dipol elèctric per la telemetria i una altra de dipol magnètic per al sistema de televisió. Les ordres des de la Terra els rebia una antena de dipol elèctric a una freqüència de 115 MHz. La Pioneer 0 estaria estabilitzada per rotació a una velocitat d'1,8 rpm, en una direcció aproximadament perpendicular als plànols meridionals geo-magnètics. El seu nom anava a ser Pioneer 1, però la fallada de llançament va suposar que s'anomenés Pioneer 0.